# Selección femenina de fútbol sub-17 de Namibia
La selección femenina de fútbol sub-17 de Namibia es el equipo representativo de dicho país en las competiciones oficiales. Su organización está a cargo de la Asociación de Fútbol de Namibia, miembro de la CAF y la FIFA.

## Estadísticas

### Copa Mundial de Fútbol Femenino Sub-17
| Año                    | Fase            | Posición        | PJ              | PG              | PE              | PP              | GF              | GC              |
| ---------------------- | --------------- | --------------- | --------------- | --------------- | --------------- | --------------- | --------------- | --------------- |
| Nueva Zelanda 2008     | No se clasificó | No se clasificó | No se clasificó | No se clasificó | No se clasificó | No se clasificó | No se clasificó | No se clasificó |
| Trinidad y Tobago 2010 | No se clasificó | No se clasificó | No se clasificó | No se clasificó | No se clasificó | No se clasificó | No se clasificó | No se clasificó |
| Azerbaiyán 2012        | No se clasificó | No se clasificó | No se clasificó | No se clasificó | No se clasificó | No se clasificó | No se clasificó | No se clasificó |
| Costa Rica 2014        | No se clasificó | No se clasificó | No se clasificó | No se clasificó | No se clasificó | No se clasificó | No se clasificó | No se clasificó |
| Jordania 2016          | No se clasificó | No se clasificó | No se clasificó | No se clasificó | No se clasificó | No se clasificó | No se clasificó | No se clasificó |
| Uruguay 2018           | No se clasificó | No se clasificó | No se clasificó | No se clasificó | No se clasificó | No se clasificó | No se clasificó | No se clasificó |
| 2020                   | Por definir     | Por definir     | Por definir     | Por definir     | Por definir     | Por definir     | Por definir     | Por definir     |

### Campeonato femenino sub-17 de la CAF
| Año  | Fase          | Posición     | PJ           | PG           | PE           | PP           | GF           | GC           |
| ---- | ------------- | ------------ | ------------ | ------------ | ------------ | ------------ | ------------ | ------------ |
| 2008 | Se retiró     | Se retiró    | Se retiró    | Se retiró    | Se retiró    | Se retiró    | Se retiró    | Se retiró    |
| 2010 | No participó  | No participó | No participó | No participó | No participó | No participó | No participó | No participó |
| 2012 | Primera Ronda | -            | 2            | 0            | 1            | 1            | 1            | 6            |
| 2013 | No participó  | No participó | No participó | No participó | No participó | No participó | No participó | No participó |
| 2016 | Primera Ronda | -            | 4            | 1            | 1            | 2            | 3            | 11           |
| 2018 | No participó  | No participó | No participó | No participó | No participó | No participó | No participó | No participó |

- A partir de la edición 2010 se realizan eliminatorias por zonas clasificando a la Copa Mundial de Fútbol Femenino Sub-17 los ganadores de los mismos.